# Vogteiamt
Ein Vogteiamt war eine Rechtsinstitution des Mittelalters und der frühen Neuzeit, deren Aufgabe in der Ausübung der Vogtei bestand.

## Definition
Vogteiämter waren Gerichts- und Verwaltungsbehörden im Heiligen Römischen Reich (HRR), die neben der mit der Vogtei verbundenen Vogteilichen Gerichtsbarkeit auch mit der Ausübung der Dorf- und Gemeindeherrschaft betraut waren. Im Zuge des großen Umschichtungsprozesses, der im 16. Jahrhundert im Rechtssystem des HRR stattfand, wurden die Vogteiämter im schwäbisch-fränkischen Raum zu den eigentlichen Trägern der staatlichen Organisation in den Territorien des alten Reiches. Sie lösten in dieser Funktion die Cent- und Fraischämter ab, deren Kompetenzbereich auf die Ausübung der mit der Hochgerichtsbarkeit verbundenen vier oder fünf „hohen Rügen“ (Mord und Totschlag, schwere blutige Körperverletzung, Diebstahl, Notzucht und nächtliche Brandstiftung) eingeengt wurde. Die auf der Hochgerichtsbarkeit aufsetzende Landesherrschaft wurde damit von der Landeshoheit abgelöst, deren Rechtsgrundlage die grundherrschaftlichen Besitzverhältnisse waren. Diese Entwicklung führte zu einer extrem ausgeprägten Zersplitterung der territorialen Rechtsverhältnisse im HRR. Denn während es sich bei den Hochgerichtsbezirken um geschlossene und fest definierte Gebietseinheiten handelte, traf dies für die den Vogteiämtern zugeordneten Vogteibezirke nicht zu, denn diese bestanden stattdessen aus einem Konglomerat verschiedensten Grundeigentums. Die Vogteibezirke waren daher mit den Besitzverhältnissen eines Bauernhofes vergleichbar, dessen nicht zusammenhängende Grundstücke sich meist auf das Gebiet mehrerer Gemarkungen verteilen. Eine besondere Rolle spielten dann auch noch diejenigen Dorfmarkungen, in denen ein Vogteiamt die Dorf- und Gemeindeherrschaft ausübte, denn dies war im schwäbisch-fränkischen Raum das maßgebliche Kriterium, um die Landeshoheit über die betreffende Dorfmarkung erfolgreich beanspruchen zu können.